# Twoo
Twoo è stato un social network strutturato in modo simile a Badoo. Era disponibile in oltre 200 nazioni e in 38 lingue, contando quasi 163 800 000 iscritti in tutto il mondo. Twoo si collocava al 705º posto nella classifica globale dei siti più popolari secondo Alexa Internet.
Dal 12 settembre 2014 Netlog è stato integrato a Twoo, importando tutti i profili presenti su Netlog.
Twoo è stato chiuso il 30 giugno 2022, come scritto sul sito.